# Petroleumstilsynet
Petroleumstilsynet är en norsk, statlig tillsynsmyndighet som ligger under Arbeids- og inkluderingsdepartementet. Petroleumstilsynet har myndighetsansvar för säkerhet, beredskap och arbetsmiljö i petroleumverksamheten i Norge.